# PUBLUS
PUBLUS（パブラス）は、電子書籍ソリューション、またそれを開発する企業（正式社名は株式会社PUBLUS）である。

## 概要
株式会社ACCESSは、2010年からより電子書籍事業に参入し、EPUB3に準拠した電子出版プラットフォーム『PUBLUS』を提供していた。
2024年1月31日に株式会社ACCESSの会社分割（新設分割）により電子出版事業を継承した株式会社PUBLUSが設立された。同日株式会社PUBLUSは株式会社ブックウォーカーのグループ会社となった。
製品名のパブラスには、「電子書籍に新たな価値をプラス」する意味が込められている。

## 主な機能
PUBLUS（パブラス）は、世界標準仕様のEPUB3に準拠し、活字、コミック、雑誌、教科書、参考書等のあらゆる電子書籍・電子教材コンテンツの配信を可能にするトータル・ソリューションである。
現在、PUBLUS Reader（iOS/Android/Windows/Mac）、PUBLUS SDK（iOS/Android/Windows）、ECサービス、クラウドサービスからなるサービス構成で、
アプリとブラウザの双方で電子書籍配信を短期間で構築することに向いている。
PUBLUS
コンテンツ管理からコンテンツの配信、EPUBビューワまでをトータルて提供するソリューション。
システム以外にも運用業務を請け負うことも可能。
PUBLUS Reader
EPUB3の黎明期から、標準仕様のEPUB3ビューアの開発を手掛けている。PUBLUS Readerは、電子書籍ビューアとして、標準仕様のEPUB3、HTML5をはじめ、JPEG、PDFでの電子書籍配信をサポートしており、動画や音声といったリッチコンテンツ配信にも対応している。現在、iOS/Android/Windows/Macに対応し、ダンロード型、ストリーミング型の双方をサポートし、プログレッシブダウンロードにも対応しているためダウンロード中であってもコンテンツを閲覧することが可能。また、WebKitをベースとしており、新たなWeb表現として注目されているHTML5をサポートしている。

1.PUBLUS Reader for Apps
　　　iOS/Android/Windows/Mac向けのネイティブアプリ向けにEPUB3のコンテンツを表示することができる電子書籍ビューアを提供している。
2.PUBLUS Reader for Browser
　　　WEBブラウザ上でEPUB3のコンテンツを表示することができる電子書籍ビューアを提供している。
　　　主要なブラウザおよびスマートフォンやPCでの閲覧が可能なEPUB3ビューアである。
PUBLUS Lite
DocDriveとして提供していた製品を2017年9月1日に専門書や学校教育、スクール事業社向けに改良してリブランドした製品。
提供するフォーマット形式として、PDF、オフィス製品、音声・動画ファイルを配信および閲覧が可能である。
現在、iOS/Android/Windows/Mac向けのネイティブアプリを提供している。
特に数百ページを超えるPDFを閲覧する際の正確なレンダリング技術、スピード表示、文字の綺麗さに定評がある。

## 導入事例
- DMMブックス（DMM.com）[6]
- 幻冬舎plus（幻冬舎）[7]
- ASCII 倶楽部（KADOKAWA）[8]
- BOOK☆WALKER（ブックウォーカー）[5]

## 参照
1. ↑  http://jp.access-company.com/products/dpub/ 電子書籍ソリューション | 株式会社ACCESS]
2. 1 2  “法定事前開示書類”.  日本経済新聞社. 2021年6月25日閲覧。
3. 1 2  株式会社PUBLUS 第2期決算公告
4. ↑  “ACCESS＜4813＞、電子出版ソリューション事業をKADOKAWA＜9468＞傘下のブックウォーカーに譲渡 | M＆A Online - M&Aをもっと身近に。”. maonline.jp. 2024年2月1日閲覧。
5. 1 2  “国際標準技術と多彩なソリューションで電子書籍を支えるACCESS社の電子出版事業が独立。「株式会社PUBLUS」として株式会社ブックウォーカーの子会社に”. PR TIMES (2024年2月1日). 2024年2月1日閲覧。
6. ↑  DMMブックスアプリ、ACCESSの「PUBLUS Reader」エンジン導入でリニューアル - ITmedia eBook USER・2015年8月5日
7. ↑  “「幻冬舎plus」のリニューアルに伴い、EPUB 3対応電子書籍ビューワ「PUBLUS（R） Reader for Browser」が採用”. PR TIMES (2018年12月20日). 2024年4月24日閲覧。
8. ↑  KADOKAWAの「ASCII 倶楽部」に ACCESSのブラウザ版EPUB 3対応電子書籍ビューア「PUBLUS® Reader for Browser」が採用 -2016年6月23日